# Constantia (muziekvereniging)
Muziekvereniging Constantia te Werkhoven werd opgericht op 8 mei 1908. Oorspronkelijk konden alleen de rooms-katholieke bewoners van het dorp lid worden van de vereniging. Hierin kwam in 1926 verandering.
Tijdens de oorlog, in de periode 1942-1946 werd de vereniging ontbonden. In 1947 kreeg het een beroepsdirigent en de vereniging belandde in 1957 weer terug in de afdeling uitmuntendheid. In 1963 werd een drumband aan de fanfare toegevoegd en in 1965 werd een boerenkapel opgericht.
Van 1973 tot 1988 beschikte de vereniging tevens over een majorettekorps. In maart 1982 verkrijgt de vereniging na veel omzwervingen een eigen repetitielokaal.
Op zondag 11 november 2007 promoveerde het fanfareorkest van de vereniging onder leiding van dirigent Leon Vliex naar de 2e divisie (voorheen ereafdeling).